# Сакавен
Сакавѐн (на португалски: Sacavém) град в западна Португалия, предградие на столицата Лисабон. Население 18 469 жители от преброяването през 2011 г.
В Сакавен се намира най-дългият мост в Европа – мостът „Вашку да Гама“.